# Fasti Ecclesiæ Gallicanæ
Les Fasti Ecclesiæ Gallicanæ sont une collection de livres et une base de données qui constituent un répertoire prosopographique des dignitaires ecclésiastiques et chanoines des cathédrales de 1200 à 1500 dans les différents diocèses correspondants à l'étendue géographique de la France actuelle.
Son nom complet est Fasti Ecclesiæ Gallicanæ. Répertoire prosopographique des évêques, dignitaires et chanoines de France de 1200 à 1500. Le projet est lancé en 1990 et dirigé pendant vingt ans par Hélène Millet. Le premier livre de la série paraît en 1996.

## Projet
Le projet des Fasti Ecclesiæ Gallicanæ a pour but de constituer un vaste ensemble de notices normalisées des dignitaires et chanoines des cathédrales ayant vécu entre 1200 et 1500, dans les diocèses ayant existé sur le territoire de la France actuelle. Il doit couvrir 147 diocèses (141 sur le continent et 6 en Corse). Il s'agit d'une grande prosopographie, dont les limites sociales fluctuent d'un diocèse à l'autre. En effet, les dignitaires, chanoines et officiers n'étaient pas les mêmes selon les cathédrales. Les Fasti permettent de mieux appréhender l'élite sociale ecclésiastique urbaine.
Ce projet s'inscrit dans la tradition historiographique de la Gallia Christiana. Il a été lancé par Hélène Millet en 1990. Mobilisant de nombreux historiens, il a été successivement accueilli par différents laboratoires universitaires et dirigé par Hélène Millet jusqu'en 2010, puis par Vincent Tabbagh de 2010 à 2012 et Jean-Michel Matz de 2012 à 2017. À partir de 2018, il est dirigé par Thierry Pécout.
Il comporte deux volets : des livres publiés, aux éditions Brepols à raison d'un volume par diocèse, et une base de données en ligne. Les fiches individuelles de cette base de données, sur laquelle les volumes s'appuient, résument les origines et la carrière de chaque chanoine, en étant attentif à leur succession sur chaque prébende. Elles ont une structure uniforme : naissance et mort, ordres sacrés, carrière bénéficiale, études, autres renseignements, hypothèses d’identification, références. Les volumes publiés dans la collection décrivent aussi les institutions ecclésiastiques concernées, présentant la formation du diocèse, le siège épiscopal et les droits qui y sont rattachés, le chapitre cathédral et les collégiales, les doyennés, les archidiaconés et archiprêtrés. Ils comportent aussi des tables chronologiques. L'introduction au volume est souvent une synthèse qui renouvelle l'historiographie du sujet.
Les Fasti Ecclesiæ Gallicanæ constituent un outil de travail précieux qui va au-delà de l'histoire ecclésiastique proprement dite. Ils sont une aide considérable pour l'identification de personnages et la datation de documents, quel que soit le champ d'études. Des entreprises similaires sont lancées au Portugal et en Hongrie.

## Volumes parus
1. Pierre Desportes, Hélène Millet et Jean-Marc Albert, Diocèse d'Amiens, 1996, 272 p. (ISBN 978-2-503-50447-6, présentation en ligne).
2. Vincent Tabbagh, Diocèse de Rouen, 1998, 458 p. (ISBN 978-2-503-50638-8, présentation en ligne).
3. Pierre Desportes, Diocèse de Reims, 1998, 678 p. (ISBN 978-2-503-50763-7, présentation en ligne).
4. Henri Hours, Édouard Bouyé et Hélène Millet, Diocèse de Besançon, 1999, 308 p. (ISBN 978-2-503-50892-4, présentation en ligne).
5. Fabrice Ryckebusch, Marie-Henriette Jullien de Pommerol et Vincent Tabbagh, Diocèse d'Agen, 2001, 240 p. (ISBN 978-2-503-51009-5, présentation en ligne).
6. Matthieu Desachy, Diocèse de Rodez, 2002, 254 p. (ISBN 978-2-503-52206-7, présentation en ligne).
7. Jean-Michel Matz, François Comte et Karine Boulanger, Diocèse d'Angers, 2003, 392 p. (ISBN 978-2-503-51171-9, présentation en ligne).
8. Philippe Maurice, Diocèse de Mende, 2004, 272 p. (ISBN 978-2-503-52159-6, présentation en ligne).
9. Pierre Desportes, Jean-Pascal Foucher, Françoise Loddé et Laurent Vallière, Diocèse de Sées, 1200-1547, 2005, 194 p. (présentation en ligne).
10. Laurent Vallière, Karine Corre, Edouard Bouyé et Christiane Lemè, Diocèse de Poitiers, 2008, 439 p. (ISBN 978-2-503-52824-3, OCLC 225862486, présentation en ligne).
11. Vincent Tabbagh, Diocèse de Sens, 2009, 578 p. (ISBN 978-2-503-53358-2, présentation en ligne).
12. Jacques Madignier, Diocèse d'Autun, 2010, 477 p. (ISBN 978-2-503-53571-5, présentation en ligne).
13. Françoise Bériac-Lainé, Diocèse de Bordeaux, 2012, 523 p. (ISBN 978-2-503-54570-7, présentation en ligne).
14. Sylvette Guilbert, Jean-Michel Matz et Vincent Tabbagh, Diocèse de Châlons-en-Champagne, 2015, 449 p. (ISBN 978-2-503-55546-1, présentation en ligne).
15. Jacques Madignier et Jean-Michel Matz, Diocèse de Chalon-sur-Saône, 2016, 417 p. (ISBN 978-2-503-56707-5, présentation en ligne).
16. Vincent Tabbagh et Sylvain Aumard, Diocèse d'Auxerre, 2016, 606 p. (ISBN 978-2-503-56677-1, OCLC 963658535, présentation en ligne).
17. Pierre Pégeot, Mathias Bouyer, Philippe Masson et Jean-Michel Matz, Diocèse de Toul, 2017, 442 p. (ISBN 978-2-503-57595-7, présentation en ligne).
18. Jean-Michel Matz, Diocèse du Mans, 2018, 681 p. (ISBN 978-2-503-58155-2, présentation en ligne).
19. Benoît Brouns, Jean-Michel Matz, Laurent Vallière et Monique Bourin, Diocèse de Narbonne, 2019, 503 p. (ISBN 978-2-503-58602-1, OCLC on1136685775, présentation en ligne, lire en ligne).
20. Vincent Tabbagh, Diocèse d'Évreux, 2020, 496 p. (ISBN 978-2-503-59136-0, présentation en ligne).
21. Henri Hours et Jean-Baptiste Lebigue, Diocèse de Clermont, 2021, 426 p. (ISBN 978-2-503-59274-9, présentation en ligne).
22. Jacques Madignier, Christian Sapin et Camilla Cannoni, Diocèse de Mâcon, 2022, 365 p. (ISBN 978-2-503-59969-4, OCLC on1321951075, présentation en ligne, lire en ligne).
23. Sandrine Legendre et Arnaud Baudin, Diocèse de Troyes, 2023, 496 p. (ISBN 978-2-503-60220-2, OCLC on1363237527, présentation en ligne).
24. Monique Maillard-Luypaert, Diocèse de Cambrai, 2024, 805 p. (ISBN 978-2-503-60221-9, présentation en ligne).